# Diaobé-Kabendou
Diaobé-Kabendou ist eine Stadt im Département Vélingara der Region Kolda, gelegen im Süden des Senegal. Es handelt sich um einen Doppelnamen, der die beiden wichtigsten Orte der Kommune, Diaobé und Kabendou, anzeigt. Diaobé ist der Hauptort.

## Geographische Lage
Die Ortsmittelpunkte der Stadtteile Diaobé und Kabendou sind in West-Ost-Richtung vier Kilometer voneinander entfernt. Die Stadt liegt im Westen des Départements Vélingara an der Grenze zum Département Kolda im Osten der Casamance und am Südrand des Vélingara-Kraters. Östlich der Stadt fließt der Niandouba auf seinem Weg aus dem Krater nach Süden dem Kayanga zu. Der Niandouba trennt die Städte Diaobé-Kabendou und Kounkané voneinander, sie sind aber über eine rund 220 Meter lange kombinierte Damm-Brücken-Konstruktion miteinander verbunden.
Die Stadt liegt 407 Kilometer südöstlich von Dakar, 85 Kilometer östlich der Regionalpräfektur Kolda und 27 Kilometer südlich von Vélingara. Gambia im Norden ist 33 Kilometer entfernt und bis Guinea-Bissau im Süden sind es 26 Kilometer.

## Geschichte
Die Dörfer Diaobé und Kabendou wurden 2008 als städtisches Gemeinwesen vereinigt und dieses wurde in seinen Grenzen definiert. Diese schließen die zwölf Dörfer Soutouré, Saré Yoba, Ndorna Samba Diao, Saré Mawndé Bothia, Médina Samba Kandé, Maréwé, Sinthiang Diaobé, Dialicounda, Saré Baling, Gambissaré Talata, Sinthiang Aïdara et Kéréwane Bassy mit ein. Das Stadtgebiet erstreckt sich nach der amtlichen Grenzbeschreibung über rund 45 km² und reicht im Osten bis zum Fluss Niandouba.

## Bevölkerung
Die letzten Volkszählungen ergaben jeweils folgende Einwohnerzahlen:
| Jahr | Einwohner |
| ---- | --------- |
| 1988 | ...       |
| 2002 | ...       |
| 2013 | 28.663    |

## Verkehr
Diaobé-Kabendou ist eine Etappe auf der Nationalstraße N 6, die, von der Großstadt und Hafenstadt Ziguinchor ausgehend, den Süden und Osten der Casamance über Tambacounda mit dem Rest des Landes verbindet.
In der Mitte von Kabendou zweigt von der N6 eine Staubpiste nach Süden ab und führt über die Grenze von Guinea-Bissau nach Pirada.